# Харрис, Рон
Рональд Эдвард Харрис (англ. Ronald Edward Harris; родился 13 ноября 1944 года, в Лондоне, Англия), более известный как Рон Харрис (англ. Ron Harris) — английский футболист и футбольный тренер. Наибольшую известность Харрис получил, выступая за английский клуб «Челси» на позиции защитника, к тому же он был долгое время капитаном команды. Является рекордсменом «Челси» по количеству матчей сыгранных за клуб — 795 матчей. По результатам голосования на официальном сайте «Челси», он вошёл в список Легенд клуба.

## Клубная карьера
Харрис является воспитанником футбольной академии «Челси». Ещё юношей он помог клубу выиграть Молодёжный кубок Англии в 1961 году, а впервые сыграл за основу в феврале 1962 года в возрасте 17 лет. Харрис стал одним из группы молодых игроков, которых тренер Томми Дохерти собрал в начале 60-х годов, и которые сначала вернули клуб в первый дивизион, а затем повели его к трофеям, но Дохерти в решающий момент перессорился почти со всеми игроками основы и покинул пост тренера, а через некоторое время из-за разногласий с тренером команду покинул Терри Венейблс и капитаном в 23 года стал Харрис. После этого он поучаствовал в последних пяти матчах сезона 1962/63, в котором «Челси» вышел в высшую лигу. Последующие 18 лет он был ключевой фигурой в команде. Харрис выиграл Кубок Футбольной лиги в 1965 году, а затем, будучи капитаном, привел клуб основным финалам между 1967 и 1972 годами. Одним из важнейших моментов его карьеры можно считать завоевание Кубка Англии с «Челси»: он стал первым капитаном клуба, который поднял над головой этот трофей. В финале Кубка Англии 1970 года Рон сыграл решающую роль. В первом матче он записал на свой счет голевую передачу на Иана Хатчинсона и помог свести дело к переигровке, а в самом начале второго вывел из игры одного из лидеров «Лидс Юнайтед» Эдди Грея. Харрис оставался с клубом на протяжении всех 70-х гг., когда многие звезды покидали клуб. Его же преданность «Челси» проявлялась во всём — несмотря ни на какие события. Два вылета из лиги, передача юному Рэю Уилкинсу капитанства — все не имело значения. В итоге он ушёл в «Брентфорд» уже тренером в 1980 году.

## Манера игры
Рон известен всем своим бойцовским стилем игры и полной бескомпромиссностью, за что он и получил прозвище «Тесак». Даже в те времена, когда, казалось, в каждой команде есть свой жёсткий футболист, Рон был вне конкуренции и считался наиболее сложным противником, отличающимся редкой жёсткостью в единоборствах и подкатах. О жёсткости единоборств в английском футболе 1960-70-х гг. и отношении к современному футболу Харрис рассказал в своём интервью официальному сайту «Челси» 7 апреля 2010 года.
«Что вы думаете?», — говорит он. «Смотря на нынешних футболистов, какие они носят бутсы сегодня, на их перчатки, которые они надевают, чтобы уберечь себя от холода, и все эти остальные финтифлюшки, знаете, что я думаю»? Я думаю: «Чтоб мне провалиться! Футбол это же мужская игра, не так ли? И не подначивайте меня. Если ты выходишь на поле, чтобы продемонстрировать все свои украшения и всяческие «красотульки», то в футбольном матче это просто невозможно. Тебе надо смотреть матч на стоп-кадре». «Если бы я носил бутсы розового цвета в те дни, когда я играл, то люди подумали бы, что я, по крайней мере, „забавный“. Но не буду отрицать, что этим способом в настоящее время зарабатывают хорошие деньги. Если бы кто-то заплатил мне миллион фунтов, то, возможно, я и надел бы такие бутсы, но в то время когда играл я, всё, что мы получали на спортивную обувь, равнялось субсидии 50 фунтов в год. Да и, наверное, я бы не носил белые бутсы. На них слишком заметна кровь».

## Статистика выступлений
| Выступление      | Выступление      | Выступление      | Лига | Лига | Кубок страны | Кубок страны | Кубок лиги | Кубок лиги | Еврокубки | Еврокубки | Итого | Итого |
| Клуб             | Лига             | Сезон            | Игры | Голы | Игры         | Голы         | Игры       | Голы       | Игры      | Голы      | Игры  | Голы  |
| ---------------- | ---------------- | ---------------- | ---- | ---- | ------------ | ------------ | ---------- | ---------- | --------- | --------- | ----- | ----- |
| Челси            | Первый дивизион  | 1961/62          | 3    | 0    | 0            | 0            | 0          | 0          | 0         | 0         | 3     | 0     |
| Челси            | Второй дивизион  | 1962/63          | 7    | 0    | 0            | 0            | 0          | 0          | 0         | 0         | 7     | 0     |
| Челси            | Первый дивизион  | 1963/64          | 41   | 2    | 3            | 0            | 1          | 0          | 0         | 0         | 45    | 2     |
| Челси            | Первый дивизион  | 1964/65          | 42   | 2    | 5            | 0            | 6          | 0          | 0         | 0         | 53    | 2     |
| Челси            | Первый дивизион  | 1965/66          | 36   | 2    | 6            | 0            | 0          | 0          | 10        | 0         | 52    | 2     |
| Челси            | Первый дивизион  | 1966/67          | 42   | 0    | 7            | 0            | 3          | 0          | 0         | 0         | 52    | 0     |
| Челси            | Первый дивизион  | 1967/68          | 40   | 0    | 5            | 0            | 1          | 0          | 0         | 0         | 46    | 0     |
| Челси            | Первый дивизион  | 1968/69          | 40   | 0    | 5            | 0            | 3          | 0          | 4         | 0         | 52    | 0     |
| Челси            | Первый дивизион  | 1969/70          | 30   | 0    | 8            | 0            | 3          | 0          | 0         | 0         | 41    | 0     |
| Челси            | Первый дивизион  | 1970/71          | 38   | 1    | 3            | 0            | 4          | 0          | 9         | 0         | 54    | 1     |
| Челси            | Первый дивизион  | 1971/72          | 41   | 0    | 3            | 0            | 9          | 0          | 4         | 1         | 57    | 1     |
| Челси            | Первый дивизион  | 1972/73          | 42   | 1    | 3            | 0            | 7          | 0          | 0         | 0         | 52    | 1     |
| Челси            | Первый дивизион  | 1973/74          | 36   | 2    | 2            | 0            | 1          | 0          | 0         | 0         | 39    | 2     |
| Челси            | Первый дивизион  | 1974/75          | 42   | 0    | 2            | 0            | 4          | 0          | 0         | 0         | 48    | 0     |
| Челси            | Второй дивизион  | 1975/76          | 40   | 0    | 4            | 0            | 1          | 0          | 0         | 0         | 45    | 0     |
| Челси            | Второй дивизион  | 1976/77          | 19   | 0    | 2            | 0            | 1          | 0          | 0         | 0         | 22    | 0     |
| Челси            | Первый дивизион  | 1977/78          | 37   | 1    | 4            | 0            | 1          | 0          | 0         | 0         | 42    | 1     |
| Челси            | Первый дивизион  | 1978/79          | 40   | 0    | 1            | 0            | 1          | 0          | 0         | 0         | 42    | 0     |
| Челси            | Второй дивизион  | 1979/80          | 39   | 2    | 1            | 0            | 2          | 0          | 0         | 0         | 42    | 2     |
| Челси            | Итого            | Итого            | 655  | 13   | 64           | 0            | 48         | 0          | 27        | 1         | 794   | 14    |
| Всего за карьеру | Всего за карьеру | Всего за карьеру | 655  | 13   | 64           | 0            | 48         | 0          | 27        | 1         | 794   | 14    |

1 матч в Суперкубке Англии в этой таблице не учтен

## Достижения
Командные
 «Челси»
- Обладатель Кубка Англии (1): 1970
- Обладатель Кубка Футбольной лиги (1): 1965
- Обладатель Кубка обладателей кубков УЕФА (1): 1971
- Обладатель Молодёжного кубка Англии (1): 1961
- Итого: 4 трофея

Личные
- Награда за особые заслуги перед «Челси» (1): 2011